# Grigio (cavallo)

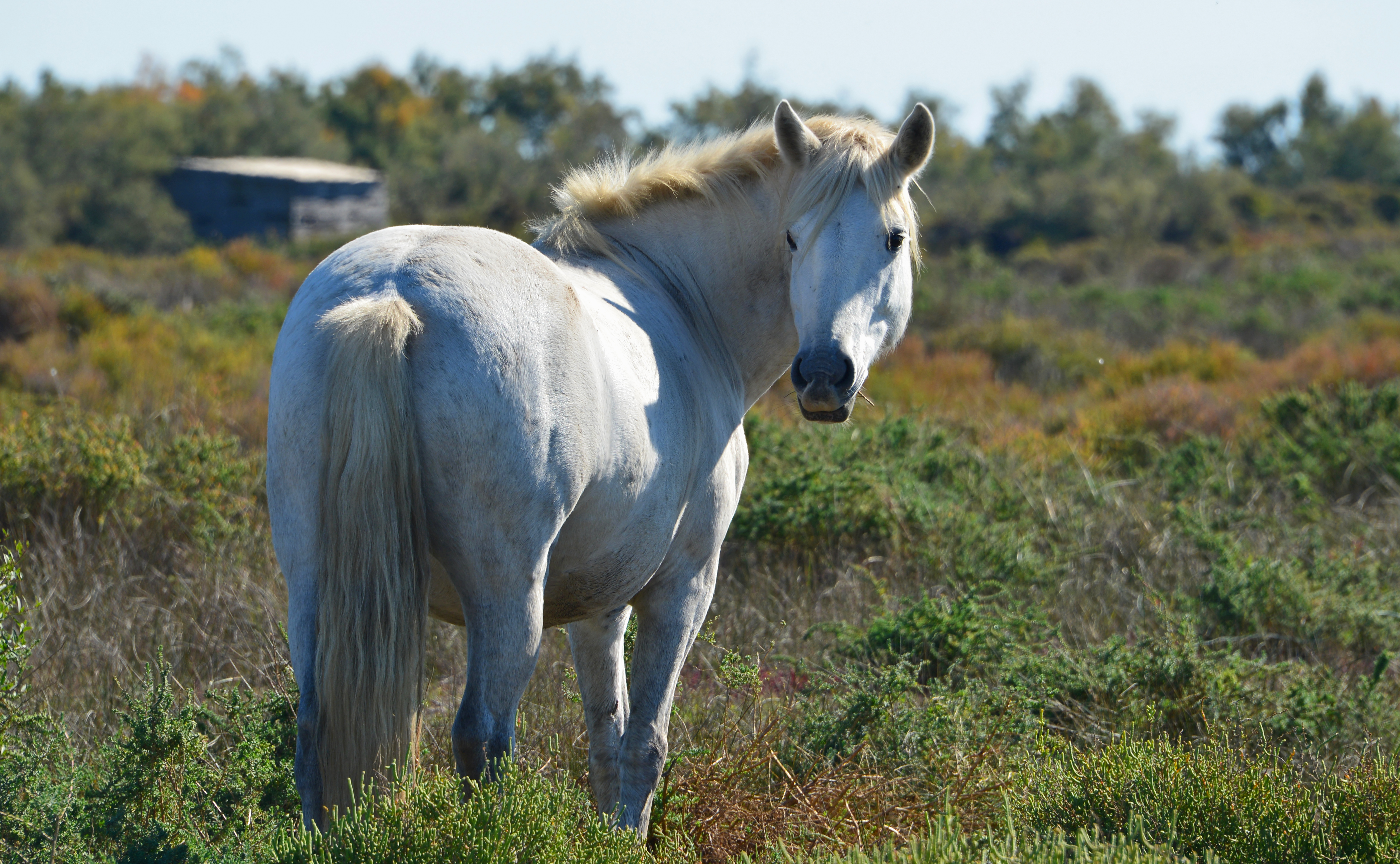
Cavallo grigio della Camargue

Il mantello equino detto grigio (anche leardo o storno) è formato dalla mescolanza di peli bianchi e neri.

Alcune razze equine sono selezionate esclusivamente per il mantello grigio, quali il Lipizzano e il cavallo della Camargue.

## Descrizione

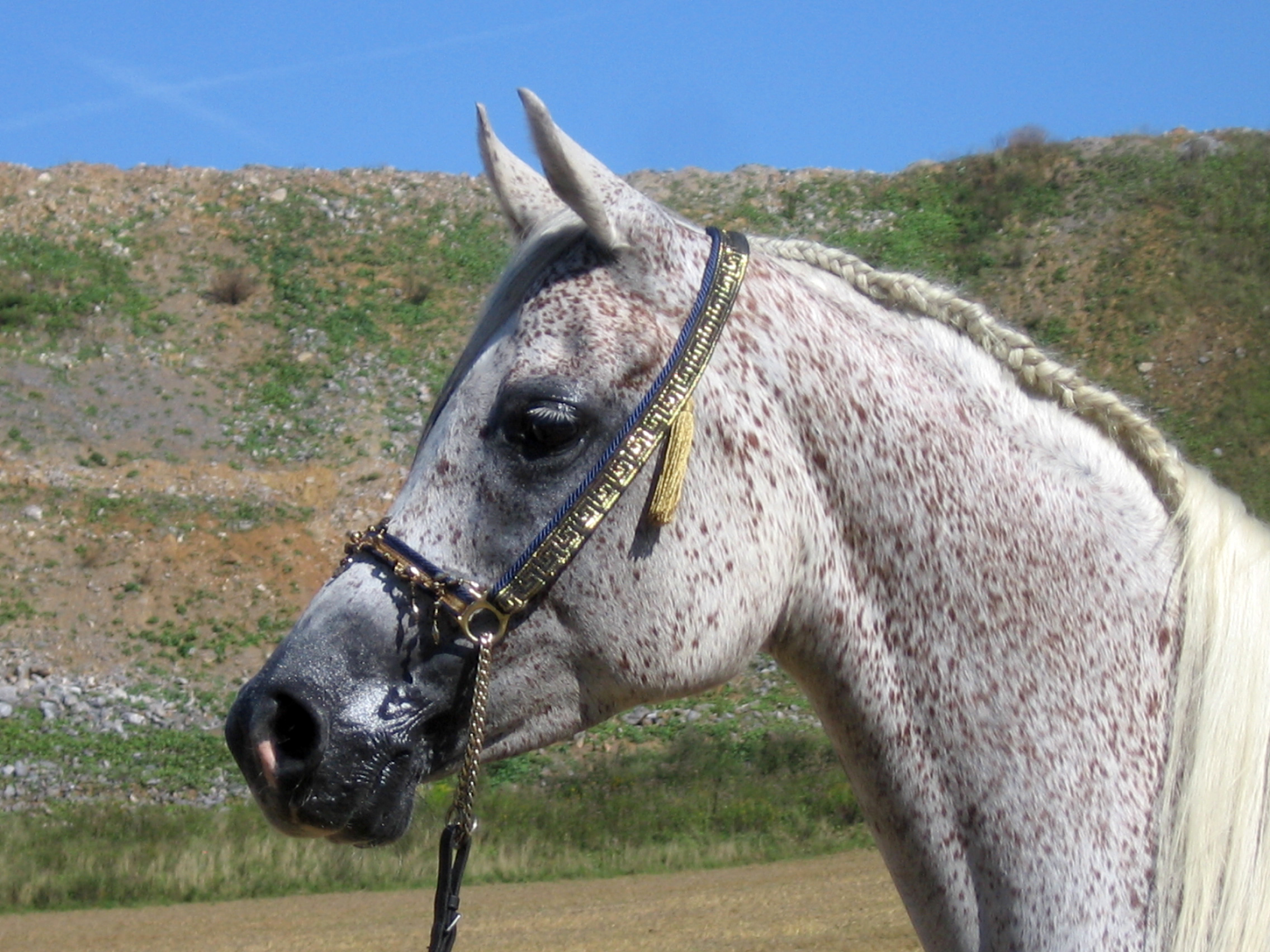
Cavalla araba dal pelo "trotinato"

La totalità dei cavalli grigi ha il pelo chiaro, ma la pelle e gli occhi scuri.
La tonalità del colore grigio varia dal grigio ferro (nei soggetti più giovani), fino al bianco candido (nei cavalli anziani); il grigio pomellato è il colore nella fase intermedia.
Con l'invecchiamento, dopo il colore bianco candido, alcuni cavalli sviluppano delle “lentiggini”, macchioline bruno-rossastre pigmentate che risaltano sul pelo bianco. Tale colore è detto "grigio trotinato", perché la trota ha la pelle grigia tutta coperta di puntini.
La quantità di macchioline varia tra gli individui e la densità di macchioline può aumentare con l'età del cavallo. Alcuni cavalli anziani possono avere così tanti puntini che possono essere scambiati per un roano.

## Genetica

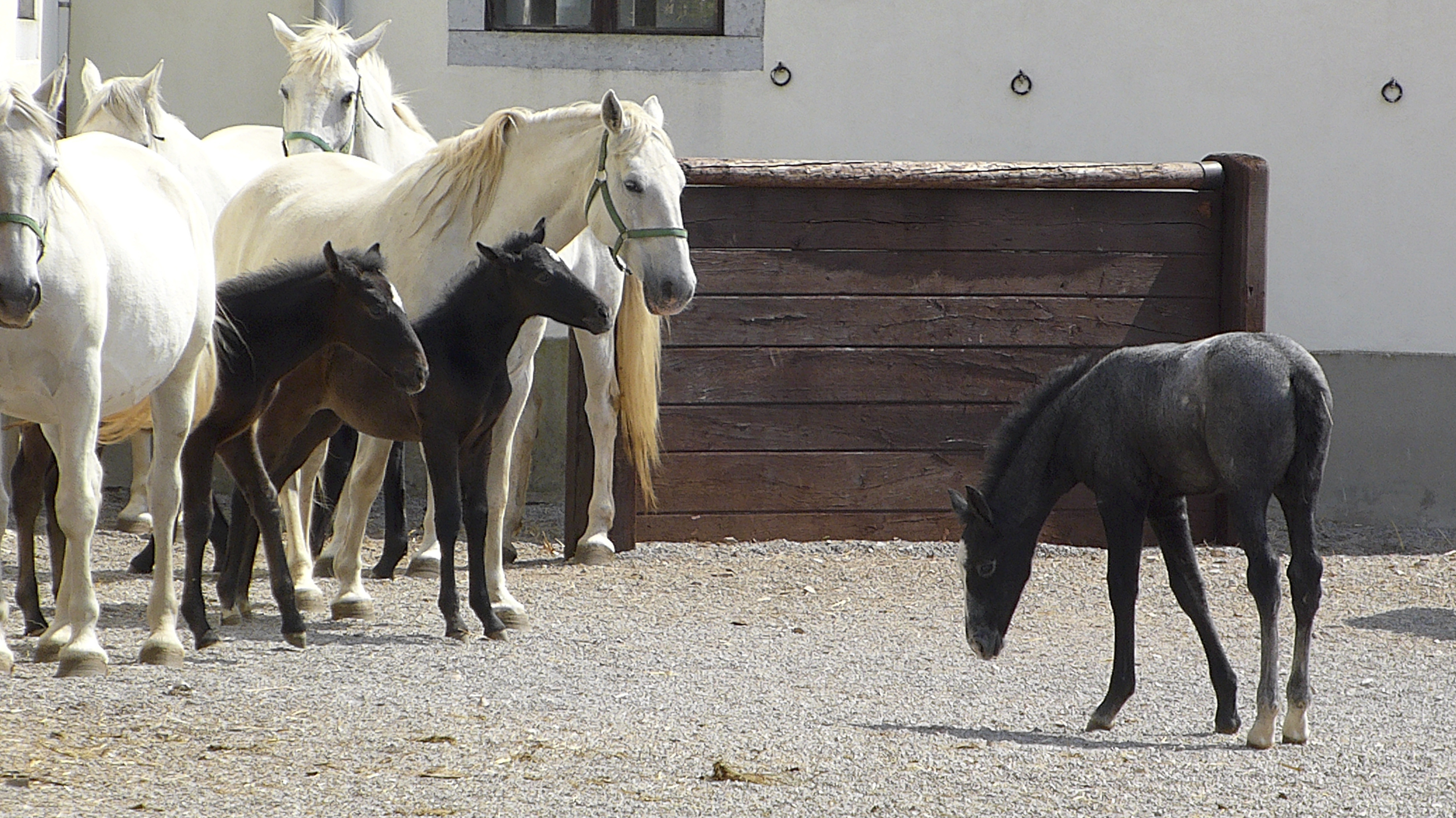
Puledri Lipizzani

Il fattore grigio (gene G), ovvero l'allele responsabile dell'imbiancamento del pelo del cavallo, è "dominante" rispetto a quello del colore.Questo vuole dire che nella quasi totalità dei casi è sufficiente un solo genitore grigio per ottenere un puledro che nel tempo diventerà grigio.
Infatti, la particolarità del grigio è che alla nascita il puledro si presenta di colorazione varia, ma sempre molto scura (morello, baio, sauro bruciato, ma anche pezzato) per incanutirsi progressivamente con l'età, solitamente dopo il primo anno. 

È considerato da molti una malattia, detta "senilità precoce": i puledri nati scuri, si riconoscono dai primi peli bianchi che appaiono dietro le orecchie, dopo circa 1 mese dalla nascita.

## Problemi sanitari
I cavalli grigi sono più soggetti a melanoma, cancro della pelle, generalmente benigno. Si calcola che il 75% dei cavalli grigi, con più di 15 anni, soffrano di melanoma benigno, che può talvolta tramutarsi in tumore maligno.